# Lorraine (IGP)
Cet article concerne un vin. Pour la région historique, voir Lorraine. Pour les homonymes, voir Lorraine (homonymie).
Le lorraine est un vin mousseux d'indication géographique protégée de zone (il y a des IGP régionales, des IGP départementales et des IGP de zone) produit sur tout le vignoble de Lorraine, c'est-à-dire sur une partie des départements de Meurthe-et-Moselle, de la Meuse et de la Moselle.

## Historique
Durant la période de 1871 à 1919, où l'Alsace-Moselle était un territoire de l'Empire allemand, des producteurs de vin effervescent s'y installèrent pour fournir le marché allemand en forte croissance. Le Champagner-Kellerei Schloss Vaux (du nom du château de Vaux, près de Metz) était alors un mousseux connu ; les propriétaires déménagèrent quand la Moselle redevient française, s'installèrent en 1921 à Eltville am Rhein dans le Rheingau et continuèrent à produire du mousseux (du Sekt) sous le nom de Schloss Vaux. Côté français (limité alors aux départements de la Meuse et de la Meurthe-et-Moselle), la coopérative de Bruley (près de Toul) produisait un « grand mousseux lorrain » au début du XXe siècle. La production en Lorraine a quasiment disparu après la crise du phylloxéra et la Première Guerre mondiale.
La production reprend de façon modeste à partir des décennies 1980 et 1990. Ce n'est qu'au XXIe siècle, après 14 ans de démarches et l'interdiction d'utiliser le nom de « crémant de Lorraine » (car il n'avait pas été utilisé auparavant), que la création de l'IGP « lorraine » est acceptée par l'INAO, homologuée par l'arrêté du 12 octobre 2021, modifié en décembre 2023. Le 7 octobre 2024, l'IGP est reconnue au niveau européen par publication au Journal officiel de l'UE.
La Fédération nationale des producteurs de élaborateurs de crémant (FNPEC) a essayé un recours juridique en décembre 2021 contre l'IGP lorraine (les IGP mousseux étant des concurrents), arguant de la faible antériorité de cette production, mais elle a été déboutée par la décision du Conseil d'État du 23 décembre 2022, qui a validé le cahier des charges d'octobre 2021.

## Vignoble
La production du mousseux « lorraine » ne concerne qu'une petite surface, mais son aire d'appellation est considérablement plus vaste. Selon les Douanes, la superficie revendiquée en 2023 est de 18,150 hectares pour faire du mousseux blanc et de 8,628 pour faire du rosé.

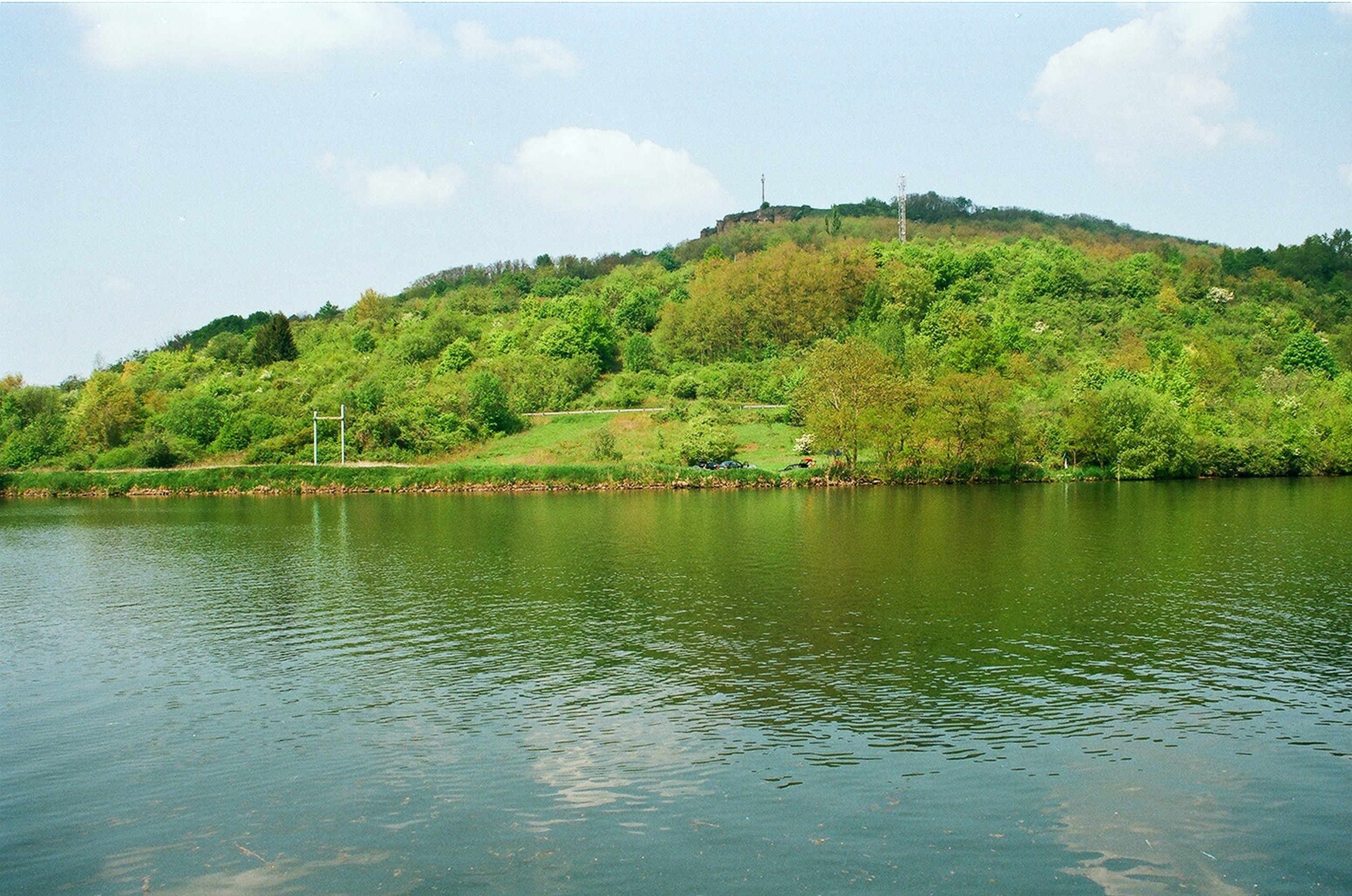
Le Stromberg à Contz-les-Bains, une butte-témoin de la côte du Muschelkalk : la déprise agricole a remplacé une partie des vignes par des bois.

La zone autorisée à produire l'IGP lorraine comprend non seulement les aires d'appellation de l'IGP côtes-de-meuse ainsi que des AOC côtes-de-toul et moselle, mais est bien plus vaste, couvrant quatre zones correspondant aux côtes (des cuestas) que sont d'ouest en est la côte du Barrois (roches datant du Portlandien), les côtes de Meuse (de l'Oxfordien supérieur, dans le Verdunois, le Toulois et le Saintois), les côtes de Moselle (du Bajocien, dans le pays thionvillois, le pays messin et le Nancéen), la côte infraliasique (le Lias étant le Jurassique inférieur) et la côte de Lorraine (ou côte du Muschelkalk, soit le Trias moyen), soit les vallées de l'Ornain, de la Meuse et de la Moselle.

### Aire de production
La production de l'IGP lorraine est autorisée sur 78 communes du département de la Meurthe-et-Moselle, 43 communes de la Meuse et 57 communes de la Moselle.
Département de Meurthe-et-Moselle : Agincourt, Allamps, Amance, Arnaville, Atton, Autreville-sur-Moselle, Bainville-sur-Madon, Barisey-la-Côte, Belleville, Bezaumont, Blénod-lès-Pont-à-Mousson, Blénod-lès-Toul, Boucq, Bouxières-aux-Chênes, Bouxières-aux-Dames, Bruley, Bulligny, Chaligny, Champey-sur-Moselle, Champigneulles, Charmes-la-Côte, Chavigny, Choloy-Ménillot, Custines, Dieulouard, Domgermain, Dommartemont, Dommartin-sous-Amance, Écrouves, Essey-lès-Nancy, Eulmont, Faulx, Foug, Houdemont, Jezainville, Lagney, Laître-sous-Amance, Landremont, Laneuveville-derrière-Foug, Laxou, Lay-Saint-Christophe, Leyr, Loisy, Lucey, Ludres, Maidières, Maizières, Malleloy, Malzéville, Marbache, Maron, Maxéville, Messein, Millery, Montauville, Montenoy, Mont-le-Vignoble, Mousson, Neuves-Maisons, Norroy-lès-Pont-à-Mousson, Pagney-derrière-Barine, Pagny-sur-Moselle, Pompey, Pont-à-Mousson, Pont-Saint-Vincent, Prény, Saint-Max, Seichamps, Sexey-aux-Forges, Toul, Trondes, Vandières, Vandœuvre-lès-Nancy, Ville-au-Val, Villers-lès-Nancy, Villers-sous-Prény, Viterne et Vittonville.
Département de la Meuse : Apremont-la-Forêt, Bar-le-Duc, Boncourt-sur-Meuse, Buxières-sous-les-Côtes, Combres-sous-les-Côtes, Culey, Euville, Frémeréville-sous-les-Côtes, Girauvoisin, Givrauval, Guerpont, Hannonville-sous-les-Côtes, Han-sur-Meuse, Herbeuville, Heudicourt-sous-les-Côtes, Geville, Ligny-en-Barrois, Loisey, Longeaux, Longeville-en-Barrois, Loupmont, Mécrin, Menaucourt, Montsec, Nançois-sur-Ornain, Pont-sur-Meuse, Resson, Saint-Julien-sous-les-Côtes, Saint-Maurice-sous-les-Côtes, Saint-Mihiel, Sampigny, Savonnières-devant-Bar, Silmont, Sorcy-Saint-Martin, Tannois, Thillot, Trésauvaux, Tronville-en-Barrois, Varnéville, Velaines, Vigneulles-lès-Hattonchâtel, Vignot et Void-Vacon.
Département de la Moselle : Ancy-Dornot, Apach, Arry, Ars-sur-Moselle, Augny, Ay-sur-Moselle, Le Ban-Saint-Martin, Berg-sur-Moselle, Bertrange, Bronvaux, Château-Salins, Châtel-Saint-Germain, Contz-les-Bains, Corny-sur-Moselle, Fèves, Féy, Guénange, Hagondange, Basse-Ham, Hauconcourt, Illange, Jouy-aux-Arches, Jussy, Kœnigsmacker, Haute-Kontz, Lessy, Lorry-lès-Metz, Lorry-Mardigny, Maizières-lès-Metz, Malling, Manom, Marange-Silvange, Marieulles, Marsal, Mondelange, Morville-lès-Vic, Moyenvic, Norroy-le-Veneur, Novéant-sur-Moselle, Pierrevillers, Plappeville, Plesnois, Rettel, Richemont, Rozérieulles, Salonnes, Saulny, Scy-Chazelles, Semécourt, Sierck-les-Bains, Talange, Terville, Thionville, Uckange, Vaux, Vic-sur-Seille et Yutz.

### Encépagement
Selon le cahier des charges, sont autorisés les cépages suivants : l'aubin B, l'auxerrois B, le cabernet cortis N, le chardonnay B, le gamaret N, le gamay N, le johanniter B, le meunier N, le müller-thurgau B, le muscaris B, le pinot blanc B, le pinot gris G, le pinot noir N, le pinotin N, le riesling B, le solaris B et le souvignier gris G.
La majorité de la production en mousseux blanc se fait avec de l'auxerrois, complété par du chardonnay, du pinot gris et parfois du pinot blanc ; en rosé et rouge avec du gamay ou du pinot noir. Certains producteurs produisent en mono-cépage, d'autres en assemblage ; il y a quelques blanc de noirs (fait avec du gamay).

### Rendements
Le rendement maximum autorisé par le cahier des charges est de 90 hectolitres par hectare.
Selon l'INAO, la surface en 2023 a été de 51,269 hectares, pour une production totale de 2 396 hectolitres (un hectolitre = 100 litres = 133 bouteilles de 75 cl), soit un rendement moyen de 46,7 hl/ha.

## Vins
La production de l'IGP lorraine doit se faire selon la « méthode traditionnelle », c'est-à-dire avec une seconde fermentation alcoolique en bouteille ; l'élevage doit se faire sur lies pendant au moins neuf mois.
Selon les Douanes, la superficie et la production déclarées ont été de :
- en mousseux blanc :

| Année | Superficie (ha) | Production (hl) | Rendement (hl/ha) |
| ----- | --------------- | --------------- | ----------------- |
| 2021  | 15,9117         | 815,58          | 51                |
| 2022  | 11,5857         | 734,25          | 63                |
| 2023  | 18,1505         | 890,16          | 49                |
| 2024  | 21,8213         | 964,37          | 44                |

- en mousseux rosé :

| Année | Superficie (ha) | Production (hl) | Rendement (hl/ha) |
| ----- | --------------- | --------------- | ----------------- |
| 2021  | 4,0326          | 186,29          | 46                |
| 2022  | 3,9316          | 272,98          | 69                |
| 2023  | 8,6283          | 350,35          | 41                |
| 2024  | 4,0367          | 201,59          | 50                |

La production en rouge reste anecdotique (un producteur).

### Producteurs
Avant 2021, la production était commercialisée comme « vin de France – méthode ancestrale » ou « méthode traditionnelle ». En 2023, selon l'INAO, l'IGP lorraine est produit par 12 viticulteurs, 32 récoltants-vinificateurs, deux négociants et une coopérative, tous de taille modeste (liste non exhaustive) :
- en Meurthe-et-Moselle :
  - domaine de l'Ambroisie, à Toul ;
  - maison Crochet, à Bulligny ;
  - domaine Demange, à Bruley ;
  - Vincent Laroppe, à Bruley ;
  - domaine Lelièvre, à Lucey ;
  - domaine de la Linotte, à Bruley ;
  - domaine Regina, à Bruley ;
  - Les Vignerons du Toulois (coopérative), à Mont-le-Vignoble ;
  - domaine Claude Vosgien, à Blénod-lès-Toul ;
- en Meuse :
  - GAEC de l'Aumonière, à Viéville-sous-les-Côtes ;
  - domaine Léo-Paul Liénard, à Vigneulles-lès-Hattonchâtel ;
  - domaine de Meussaumont, à Vigneulles-lès-Hattonchâtel ;
  - domaine de Montgrignon, à Vigneulles-lès-Hattonchâtel ;
  - domaine de Muzy, à Combres-sous-les-Côtes ;
- en Moselle :
  - Domaine de la Croix de Mission, à Marange-Silvange ;
  - Domaine du Stromberg, à Malling ;
  - Domaine Gauthier, à Vic-sur-Seille ;
  - Domaine Oury Schreiber, à Marieulles ;
  - Domaine Sommy, à Féy ;
  - Domaine Sontag, à Contz-les-Bains ;
  - Domaine Château de Vaux, à Scy-Chazelles.